# 林芝站
林芝站是一個位於中國西藏自治區林芝市巴宜區布久鄉孜熱村的鐵路車站，是拉林鐵路的東面終點站，並將連接建設中的川藏鐵路。距离林芝市區八一鎮約19公里。2021年6月25日建成。

## 车站结构
林芝站站房总建筑面积15000平方米，分为地上两层和局部地下一层。站房设计为五段式构图、层层退台的建筑形态、外立面运用雪白、藏红等藏族特色，体现当地雅鲁藏布大峡谷巨大落差的自然景色。车站站场规模2台6线。